# Ragani Haas
Ragani Estell Viviane Haas (* 1969 in Stuttgart) ist eine deutsche Künstlerin. Ihre Schwerpunkte liegen in der Rauminstallation, Performance, Zeichnung und Videokunst. Sie lebt und arbeitet in München, Stuttgart und New York.
Von 1990 bis 1995 studierte sie Germanistik und Slavistik an der Universität Tübingen, danach von 1995 bis 2001 Studium an der Staatlichen Akademie der Bildenden Künste Stuttgart, unter anderem bei Joan Jonas, Ulay und Thorvsldur Thorsteinsson 1999 bis 2012 war Ragsni Haas Assistentin und Co-Performerin von Joan Jonas. Sie ist Mitglied der forschungsgruppe_f (gegründet 2001 mit Georg Winter).

## Ausstellungen, Installationen, Performances und andere Projekte (Auswahl)

### 2000
- EINMAL UM DIE GANZE WEEELT......, Performance Passing Through xhoch2, Galerie der Stadt Stuttgart
- Transit, Graffiti-Aktion in Moskau, RUS, und Ljubljana, SLO
- von einer Tasche in die andere Tasche – Fahnenflucht Intervention, Messe Stuttgart-Killesberg
- DER TITEL LAUTET: MAN SOLLTE UNS LIEBER ÄPFEL GEBEN, Performance mit Katharina Weishäupel, Gedok, Stuttgart

### 2001
- Moving Pictures – Dunkelfläche, Forschungsobjekt und Versuchsreihe im Rahmen der forschungsgruppe_f, Villa Merkel Foto-Triennale, Esslingen
- LJIUBOFF KE TROIM APPELSINAM (Die Liebe zu den drei Orangen) oder der Marillenknödel als Makrokosmos, Performance, Produktionszentrum Tanz und Performance, Stuttgart
- CIRCULAR REVISIONS in der Performance von Joan Jonas, Württembergischer Kunstverein, Stuttgart und Künstlerhaus Bethanien, Berlin
- PLAN A, Lesung, Performance-Aktion, 14.1 Galerie Stuttgart

### 2002
- so sollte man saunabaden, Einzelausstellung, 14.1 Galerie Stuttgart.
- video unplugged – ich sehe ausgestöpselt, Performance, Kunstverein Heidelberg PLAN B
- Identität, Performance und Ausstellung, Wintergarten – Kunst im Raum, ehemals Galerie Hubert Winter Wien, A
- Durchschnittlich 11,3 Prozent Ihrer Zeit, 1. Kurzfilmfestival Ulm
- Als Helena, Co – Performerin in der Performance von Joan Jonas, Dokumenta_11, Kassel
- Feldbettforschung, Interaktion zur Ausstellung >ICONOCLASH< im Rahmen der forschungsgruppe_f, ZKM Karlsruhe
- THE BEST, BodyPower – PowerPlay, Württembergischer Kunstverein Stuttgart

### 2003
- Hitzeraum, Aktion und Installation im Rahmen der forschungsgruppe_f; Ars Electronica Linz, A
- BAU action, Hgkz Zürich, CH
- HACK, Gruppenausstellung, Atelier Willhelmstrasse, Bad Cannstatt
- Untergrund, Installation/Aktion, Liftgalerie, Marienplatz Stuttgart

### 2004
- Helena Again, als Darstellerin in der Performance von Joan Jonas, Tate Gallery, London, GB
- Holz vor der Hütte, oder der grüne Sack, Performance. Halle neben dem Bunker, Nordbahnhof, Stuttgart
- The Bush (Waldland) Infront Of Me, Performance, Shedhalle Tübingen
- MARKE 33, Installation, dort wo die Bille in die Elbe mündet, Hamburg
- mound aguti, oder das Semmelknödel – Modell und sein Pejus, Performance und Installation, Brandshof Festival, Hamburg
- Dance For The Seventies, und als Filmakteurin und Performerin für Joan Jonas, Performance, Video und Aktion, The Kitchen, New York, USA
- Waiting For The Big Fishes, Video und Installation in der Gruppenausstellung, Kunststiftung Baden-Württemberg, Stuttgart

### 2005
- Heimspiel, Performance zum 20-jährigen Jubiläum des Verbreiterungsfaches, Kunstakademie Stuttgart
- The Shape, The Scent, The Feel Of Things, Co-Performerin in der Performance von Joan Jonas

Dia:Foundation New York/Dia:Museum Beacon
- Sanfter Terrorismus,  Performance zum Symposium Kunst und Kriminalität Sonnendeck, Kunstmuseum  Stuttgart
- WALK THE DOG, Aktion und Video New York/Beacon Dia:Foundation – Museum
- Sandkasten,  Aktion mit der forschungsgruppe_f, Transmediale  Koblenz
- More Water Please Waiter – Horizon, Ausstellung und Performance Hotel Maria Kapell, Hoorn NL
- Permorphanz – Schleuse, Performance zur Eröffnung des neuen Kunstmuseums Stuttgart
- parasit und wendehals, Einzelausstellung und Performance, Oberwelt e.V. Stuttgart

### 2006
- No Periwig – No Perücke, Collage-Camouflage zur Jahresausstellung der Stipendiaten 2005 Kunststiftung Baden-Württemberg, Kulturzentrum am Münster, Konstanz
- Kiömlött Sör, umgeschüttetes Bier, Performanz-Vortrag, Dinamo, Budapest im Rahmen der Forschungsgruppe_f, Intervention 1
- sanfter, Einzelausstellung und 4 Probierstücke, Kunststiftung Baden-Württemberg Stuttgart
- Ein Knuspervergnügen für Freunde, Einzelausstellung, Hamburg Projektraum Rothenburgsort Hamburg

### 2007
- Little Germany, Interventionen im Stadtraum Stuttgart, Gemeinschaftsprojekt der forschungsgruppe_f.

### 2008
- 26. Januar – 15. März 2008 Gemeinschaftsausstellung im Galeriehaus Stuttgart mit Susanne Ackermann, Ulrike Flaig, Peter Granser

### 2009
- ZOMPPP – Rushing through Nothing, Performance im Kunsttresor Stuttgart

### 2010
- Tä-ter-ää! Hilfestellung für Dilettanten, Performance im Theaterhaus Stuttgart mit Anne Westermeyer, Florian Härle, Louis Illenberger
- Das aktuelle Marchtaler Fenster – Neue Kunst 2010/11, Performance zur Eröffnung der Ausstellungsreihe für zeitgenössische Bildhauerei aus Baden-Württemberg in der barocken Klosteranlage Obermarchtal mit Werken von Myriam Holme, Thaddäus Hüppi und T.A. Straub
- The hours are better, Westwerk Hamburg mit Annika Unterbur
- Stock und Hund, Karin Abt-Straubinger Stiftung/Abtart Stuttgart
- Reading Dante II, Julia Stoschek Collection, Düsseldorf, als Co-Performerin von Joan Jonas
- ab-blasen, Wagenhallen Stuttgart
- Mirror Piece I, Thinking Performance, Performance im Guggenheim Museum New York, als Co-Performerin von Joan Jonas

## Stipendien, Preise und Auszeichnungen
- 1999: Akademie-Preis der Staatlichen Akademie der Bildenden Künste Stuttgart
- 2005: Stipendium der Kunststiftung Baden-Württemberg
- 2010: Arbeitsstipendium der Stiftung Kunstfonds; Landesstipendium (Baden-Württemberg) für einen Studienaufenthalt in der Cité Internationale des Arts in Paris 2011